# Ла-Вела-де-Коро
Ла-Вела-де-Коро (ісп. La Vela de Coro) — портове місто на північному заході Венесуели, адміністративний центр муніципалітету Коліна штату Фалькон. Місто входить до агломерації столиці штату міста Санта-Ана-де-Коро і фактично є його частиною. Населення всього муніципалітету становить близько 40 тис.